# Hee Haw
Hee Haw war eine US-amerikanische Fernsehserie, die vom 15. Juni 1969 bis 27. Dezember 1992 wöchentlich ausgestrahlt wurde. Die Show zielte hauptsächlich auf ein ländliches Publikum ab und bestand aus einer Mischung aus traditioneller Country-Musik sowie Sketchen und Kalauern der derben Sorte. Der Name leitet sich aus dem Schreien eines Esels ab, der als animierte Pappfigur Bestandteil der Kulisse war. Showmaster waren die bekannten Country-Musiker Roy Clark und Buck Owens.

## Geschichte
Ursprünglich sollte mit Hee Haw lediglich die Sommerpause einer anderen Serie überbrückt werden, doch die einfach gestrickte Show kam bei der Zielgruppe derart gut an, dass sie mehr als zwei Jahrzehnte überdauerte. Aus Imagegründen zog sich 1971 CBS, der Initiator der Serie, trotz hoher Einschaltquoten zurück. Danach wurde sie in Nashville vom Sender WLAC produziert und per Band an zahlreiche weitere Fernsehsender im ganzen Land verteilt. 1986 schied Buck Owens aus, und Roy Clark machte allein weiter. Etwa ab diesem Zeitpunkt ließen die Einschaltquoten nach. Eine 1991 in die Wege geleitete Modernisierung, mit der man auch eine städtische Zuschauerschaft ansprechen wollte, scheiterte, und so wurde die in Hee Haw Silver umbenannte Show ein Jahr später abgesetzt.
Im Gegensatz zu den Sprecheinlagen war die dargebotene Country-Musik von anerkannt hoher Qualität. Praktisch alle Großen der Szene traten hier auf, angefangen von George Jones über George Strait bis hin zu Garth Brooks. Newcomer und Altstars rundeten das Programm ab. Ein gut eingespieltes Team, zu dem auch Country-Ikonen wie David Akeman („Stringbean“), Grandpa Jones oder Minnie Pearl gehörten, erzählte jahrelang die gleichen Witze. Die Sketche spielten üblicherweise in Kornfeldern, Friseursalons, Lebensmittelläden und Ähnlichem. Üppige Schönheiten in knappsitzenden Kleidern bildeten einen weiteren unverzichtbaren Bestandteil. Die einzelnen Szenen wurden nachträglich synchronisiert und zu einem einstündigen Programm zusammengeschnitten.
Anfang 2014 begannen die Vorbereitungen für Hee Haw: The Musical am Broadway in New York City. Als Produzent zeichnet Steve Buchanan von der Opry Entertainment Group verantwortlich, und das Drehbuch schreibt Robert Horn. Das Musical feierte am 18. September 2015 im Dallas Theater Center seine Premiere.

## Weblink
- Webpräsenz